# Max-Planck-Institut für Physik komplexer Systeme
Das Max-Planck-Institut für Physik komplexer Systeme (MPI PKS) ist eine außeruniversitäre Forschungseinrichtung und hat seinen Sitz in Dresden. Das Institut betreibt naturwissenschaftliche Grundlagenforschung auf verschiedenen Gebieten der Theoretischen Physik.

## Geschichte des Instituts
Das Max-Planck-Institut für Physik komplexer Systeme wurde auf Beschluss des Senats der Max-Planck-Gesellschaft im November 1992 gegründet. Gründungsdirektor war der theoretische Physiker Peter Fulde, der vorher Direktor am Max-Planck-Institut für Festkörperforschung in Stuttgart war. Im Januar 1994 konnte die Arbeit in einem Interimsgebäude aufgenommen werden, nach einer knapp 2-jährigen Bauphase zog das Institut dann im Juli 1997 in den eigens dafür errichteten Neubau um, in dem es noch heute angesiedelt ist.

## Struktur des Instituts

### Direktorium
Das Institut wird heute von drei Direktoren, den Physikern Frank Jülicher, Roderich Moessner und Jan-Michael Rost geleitet. Frank Jülicher ist (Stand April 2024) der geschäftsführende Direktor, eine alle zwei Jahre im Rotationsprinzip auf den nächsten Direktor übergehenden Funktion. Gründungsdirektor Peter Fulde war als Direktor emeritus bis zu seinem Tod im April 2024 am Institut aktiv.

### Abteilungen und Forschungsgruppen
Die Forscher des Instituts untersuchen die Physik komplexer Systeme, sowohl in der klassischen Physik als auch der Quantenphysik. Drei Schwerpunkte, geformt durch die Forschung der folgenden drei permanenten Abteilungen, sind:
- Die Abteilung „Kondensierte Materie“ forscht unter der Leitung von Direktor Roderich Moessner in Bereichen wie topologische und stark korrelierte Systeme sowie Quantenvielteilchendynamik.
- Mit Hilfe semiklassischer Methoden studiert die Abteilung „Endliche Systeme“ nichtlineare Phänomene in der Dynamik von Atomen, Molekülen und Clustern. Direktor dieser Abteilung ist Jan-Michael Rost.
- In der klassischen Physik widmet sich die Abteilung „Biologische Physik“ von Direktor Frank Jülicher mit Mitteln der statistischen Physik biologischen Themen.[3]
- Zudem gibt es verschiedene, zumeist zeitlich befristete Arbeitsgruppen die Forschungsarbeiten am Institut durchführen.

Am Institut forschen zwischen 150 und 200 wissenschaftlichen Mitarbeitern (Stand 2021).

### Gästeprogramm
Eine Besonderheit des MPI PKS ist seine Ausrichtung auf Gastwissenschaftler und wissenschaftlichen Nachwuchs. Hierfür existiert am Institut ein umfangreiches Seminar- und Workshop-Programm mit dem Ziel, neue Forschungsrichtungen sichtbar zu machen und den internationalen wissenschaftlichen Gedankenaustausch zu fördern. Das Gästeprogramm übernimmt die logistische Organisation der Seminare und Workshops und betreut die ca. 1000–1500 hierfür jährlich anreisenden Wissenschaftler sowie die ca. 80 länger am Institut verweilenden Gastwissenschaftler.

## Kooperationen und Exzellenzcluster
- Gemeinsam mit der Technischen Universität Dresden, der Universität Würzburg sowie anderen außeruniversitären Forschungseinrichtungen ist das MPI PKS am Exzellenzcluster „ct.qmat: Complexity and Topology in Quantum Materials“[5] beteiligt.
- Seit 2018 beteiligt sich das MPI PKS gemeinsam mit der TU Dresden und anderen außeruniversitären Forschungseinrichtungen des Verbundes DRESDEN-concept am Exzellenzcluster „Physics of Life“ (PoL) zur Erforschung physikalischer Grundlagen des Lebens in Molekülen, Zellen und Geweben.[6]
- Gemeinsam mit dem Max-Planck-Institut für molekulare Zellbiologie und Genetik Dresden (CBG) wurde die Forschungsinitiative „Systembiologie“ ins Leben gerufen und gemeinsam das Zentrum für Systembiologie Dresden gegründet. Hier forschen drei gemeinsame Arbeitsgruppen an der Schnittstelle von Biologie, Informatik und Physik zu komplexen biologischen Systemen.
- Mit dem benachbarten Max-Planck-Institut für Chemische Physik fester Stoffe Dresden wird eine gemeinsame Arbeitsgruppe unterhalten. Diese forscht zum Thema „Korrelationen und Topologie“.[7]

## Preisträger (Auswahl)
Im Folgenden findet sich eine Auswahl bedeutender Preise und Ehrungen (in alphabetischer Reihenfolge), die an Mitglieder des MPI PKS vergeben wurden:
- Bernhard Heß-Preis: Markus Heyl (2018)
- Carlsberg Foundation Young Researcher Fellowship: Anne E. B. Nielsen (2020)
- Dissertationspreis der SKM (DPG): Johannes Knolle (2015)
- DRESDEN EXCELLENCE AWARD: Sebastian Wüster (2019)
- EMBO Young Investigator Award: Stephan Grill (2010)
- CMD Europhysics Prize: Roderich Moessner (2012)
- ERC Starting Grant: Christoph Weber (2020), Steffen Rulands (2020), Markus Heyl (2019), Jens Bardarson (2015)
- H.C. Ørsted Research Talent Prize: Anne E. B. Nielsen (2020)
- Hertha-Sponer-Preis: Martina Hentschel (2011)
- Gottfried Wilhelm Leibniz-Preis: Frank Jülicher (2017),[8][9] Roderich Moessner (2013)[10][11]
- Gustav-Hertz-Preis: Thomas Pohl (2010)[12]
- Marian-Smoluchowski-Emil-Warburg-Physikpreis: Peter Fulde (2011)
- Otto-Hahn-Medaille: Jonas Ranft (2012)
- Paul-Ehrlich-und-Ludwig-Darmstaedter-Preis der Paul Ehrlich-Stiftung: Stephan Grill (2011)
- Robert-Wichard-Pohl-Preis: Frank Jülicher (2006)
- Sackler-Preis: Frank Jülicher (2007)
- Tsungming-Tu-Preis des National Science Councils, Taiwan: Peter Fulde (2009)[13]
- Walter-Schottky-Preis: Frank Pollmann (2015)[14]

## International Max Planck Research School (IMPRS)
Das MPI PKS organisiert zusammen mit Partnern in Dresden, Prag und Breslau eine International Max Planck Research School (IMPRS), die seit 2023 IMPRS for Quantum Dynamics and Control heißt (früherer Name: IMPRS for Many Particle Systems in Structural Environments). Sprecher der IMPRS ist Roderich Moessner.

## Physik-Preis Dresden
Der Physik-Preis Dresden wurde im Jahr 2015 von Direktor emeritus des MPI PKS Peter Fulde gestiftet. Er wird an Wissenschaftler vergeben, „die sich besonders um die enge Zusammenarbeit zwischen der TU Dresden und dem MPI-PKS verdient gemacht haben“. Der mittlerweile mit 5.000 Euro dotierte Preis wird jährlich gemeinsam von der TU Dresden und dem MPI PKS vergeben mit dem Ziel die Zusammenarbeit von MPI-PKS und der Fakultät für Physik der TU Dresden zu fördern und außergewöhnliche Forscher auszuzeichnen, deren Arbeit für die Dresdner Wissenschaftler von besonderer Bedeutung ist.
Bisherige Preisträger:
- 2017 Daniel P. Arovas
- 2018 Jacques Prost[19]
- 2019 Klaus Richter
- 2020 Adam Nahum[20]
- 2021 Gijsje Koenderink[21]
- 2022 Tomaž Prosen[22]
- 2023 Jörg Schmalian[23]

## Verbindung von Forschung und Öffentlichkeit
Um naturwissenschaftliche Grundlagenforschung auch einem naturwissenschaftlich interessierten, öffentlichen Publikum zugänglich zu machen, sind verschiedene Initiativen ins Leben gerufen worden. So findet beispielsweise in unregelmäßigen Abständen die Reihe „Wissenschaft im Theater“ in Kooperation mit dem Staatsschauspiel Dresden statt, Außerdem öffnet das MPI PKS einmal im Jahr zur Langen Nacht der Wissenschaften seine Türen, um einen Einblick in die Arbeit der Wissenschaftler des Instituts zu gewähren. Das MPI PKS beteiligt sich zudem am Dresdner Programm Juniordoktor. Allgemeinverständliche Abendvorträge sowie speziell aufbereitete Vorträge für Schüler runden die Verbindung zwischen Forschung und Öffentlichkeit ab.

## Kritik
Im März 2025 berichteten Deutsche Welle und Spiegel über mutmaßlichen Machtmissbrauchs und unzureichende Kontrollmechanismen am Institut. Nachwuchsforscher seien demnach Beleidigungen und dem Wankelmut des Co-Direktors Rost ausgesetzt gewesen. Dieser bestritt die spezifischen Vorwürfe.